# Hrastova kresilača
Hrastova kresilača (znanstveno ime Fomitopsis quercina) je gliva iz rodu kresilač (Fomitopsis). Prej je bila znana pod imenom hrastova labirintnica (Daedalea quercina), a je bila 
leta 2024 na podlagi molekularno filogenetskih podatkov prenesen v rod (Fomitopsis).

## Značilnosti
Tvori razmeroma debele, konzolaste do pahljačaste klobuke, ki so dolgi približno 5 do 20 cm, široki 4 do 10 cm in debeli 2 do 4 cm. Običajno sedijo v skupinah ali vrstah na deblu ali vejah trhlega hrasta. Površina klobuka je pogosto bledo lesno rjavkaste do sivo rjave barve in je izbočena ter hkrati neravna, nagubana in grbinasta. Včasih je zgornja stran razdeljena bolj ali manj koncentrično. Rob je precej oster. Meso klobuka ali trama je tanko in usnjato do kakavove barve ter ima trdno konsistenco, podobno pluti.
Trosovnica je belkaste do rjavkaste barve in je sprva luknjičasta, vendar pa se takoj, ko gobe dozorijo, nekatere stene por razcepijo in tvorijo reže v obliki komor in topa rebra. To pripelje do značilnega labirintastega izgleda. Plasti por ni mogoče ločiti od mesa klobuka.

## Razširjenost in življenjski prostor
V srednji Evropi raste skoraj izključno na raznih vrstah hrastov; občasno jo najdemo na kostanju, topolu ali robiniji. V Ameriki se poleg hrasta pojavlja tudi na ameriški bukvi, ameriškemu jesenu črnem orehu in ameriškem brestu.
Pojavlja se čez celo leto v hrastovih in hrastovo-bukovih mešanih gozdovih. Redko ga najdemo v vrtovih ali parkih. Lahko raste tudi na gradbenem lesu. Gliva je tipičen saptofit, ki povzroča rjavo trohnobo predvsem na neolupljenih štorih, odmrlih koreninah in koreninskih vratovih. Pojavlja se tako na lesu, ki leži na tleh, kot tudi na starih, živih drevesih, če je gliva uspela prodreti vanje po tem, ko je lubje kakorkoli poškodovalo. Kljub temu ni zajedavec, ker ne napada živega tkiva.

## Mikroskopske značilnosti
Trosni odtis je bele barve. Trosi so eliptični, gladki, neamiloidni in merijo 5–7 x 2–4 μm. Trosi imajo majhen upognjen podaljšek, s katerim je bil tros pritrjena na sterigmo bazidija. Cistid ni, pojavljajo pa se debelostenske vretenaste psevdocistidije. To so skeletne hife, ki včasih štrlijo iz himenija.
Trama je trimitična, kar pomeni, da je sestavljena iz treh različnih vrst hif. Generativne hife so tanke in hialinske ter imajo pregrade in zaponke. Vezivne hife so svetlo rumeno rjave in vijugaste ter kratko razvejane, skeletne hife pa svetlo oker rjave in z debelimi stenami.

## Podobne vrste
- rdečeča zvitocevka (Daedalopsis confragosa) ima podobno labirintasto trosovnico, a je ta mnogo bolj drobna
- brezova ploskocevka (Trametes betulina) ima lističasto trosovnico

## Uporabnost
Neužitna zaradi plutaste konsistence mesa, a se je v preteklosti uporabljala na različne načine. Precej nenavadna uporaba je bila uporaba gobe kot glavnika za nego konj z občutljivo, nežno kožo. Drugo področje uporabe je bilo čebelarstvo, kjer se lahko uporablja kot kadilo za pomiritev čebel.
Preučuje se možnost njihove uporabe pri biološki razgradnji industrijskih odpadkov. Študije so pokazale, da je encim lakaza, ki so ga izolirali iz glive in ki razgrajuje lignin, sposoben razgraditi vrsto strupenih barvil in aromatičnih spojin.

## Galerija slik
- ilustracija
- klobuki
- labirintasta trosovnica